# شمس الدين الكرماني
هو محمد بن يوسف بن علي بن سعيد، شمس الدين الكِرْمانيّ ثم البغدادي، شارح البخاري، الإمام، العلامة في الحديث، والتفسير، والأصلين، والفقه، والمعاني، والعربية.
من آثاره «الكواكب الدراري في شرح صحيح البخاري».
قال ابنه، في ذيل المسالك: ولد يوم الخميس، سنة 717، وقرأ على والده بهاء الدين، ثم انتقل إلى كرمان، وأخذ عن العضد وغيره، وبهر وفاق أقرانه، وفضل غالب أهل زمانه، ثم دخل دمشق ومصر، وقرأ بها البخاري، على ناصر الدين الفارقي.
وسمع من جماعة، وحج، ورجع إلى بغداد واستوطنها؛ وكان تام الخلق، فيه بشاشة وتواضع للفقراء والعلماء، غير مكترث بأهل الدنيا، ولا ملتفت إليهم، ويأتي إليه السلاطين في بيته، ويسألونه: الدعاء والنصيحة.
وشرح المواقف، وشرح الفوائد الغياثية في المعاني والبيان، وحاشية على تفسير البيضاوي، ورسالة في مسألة الكحل؛
قال ابن حجي: تصدى لنشر العلم ببغداد ثلاثين سنة. وأقام مدة بمكة. • وفيها فرغ من تأليف كتابه (الكواكب الدراري في شرح صحيح البخاري - ط) خمسة وعشرون جزءا صغيرا، قال ابن قاضي شهبة: فيه أوهام وتكرار كثير ولا سيما في ضبط أسماء الرواة. • وله (ضمائر القرآن - خ) • و (النقود والردود في الأصول - خ) مختصره • و (شرح لمختصر ابن الحاجب) سماه (السبعة السيارة) لأنه جمع فيه سبعة شروح. • و (أنموذج الكشاف - خ) تعليق عليه. في مجموعة بالبلدية (ن 1956 - د) ومات راجعا من الحج في طريقه إلى بغداد، ودفن فيها.
وقيل مات يوم الخميس، سنة 786، فنقل إلى بغداد، ودفن بقبر أعده لنفسه، بقرب الشيخ أبي إسحاق الشيرازي.